# Khaled Mardam-Bey
Khaled Mardam-Bey (arabă خالد مردم بك) (n. 19 martie 1968) este un programator britanic de origine palestiniano-siriană. El a devenit cunoscut prin crearea și dezvoltarea clientului Internet Relay Chat (IRC) popular pentru Windows, mIRC.

## mIRC
Mardam-Bey a început dezvoltarea software-ului la sfârșitul anului 1994, și a lansat prima versiune pe 28 februarie 1995.
Mardam-Bey a decis să creeze mIRC-ul deoarece el a simțit primul IRC client pentru Windows lipsit de unele caracteristici de bază ale unui IRC. Apoi el a continuat dezvoltarea lui datorită provocării și faptului că oamenii au apreciat munca sa.
mIRC a devenit foarte popular, fiind descărcat peste 38 de milioane de ori din serviciul lui CNET download.com. Nielsen Net Rankings a clasat mIRC-ul în top 10 cele mai populare aplicații din Internet în 2003.

## Viața personală
Khaled Mardam-Bey s-a născut în 1968 în Amman, Iordania, dintr-un tată sirian și o mamă palestiniană. În prezent, el locuiește la Londra.
Mardam-Bey este vegetarian, invocând motive morale și de sănătate.